# Sjukan
Sjukan är en svensk komediserie från 1995, regisserad av Hans Klinga. I rollerna finns bland andra Björn Gustafson, Ulf Brunnberg, Jan Mybrand, Anita Wall, Lasse Lindroth, Michaela de la Cour och Johan Rabaeus. Serien är en svensk version av den brittiska Only When I Laugh. Serien hade premiär den 15 september 1995 på SVT och har gått i repris år 2000. Senast våren 2009 med reprisstart den 22 maj 2009. Serien hade i diverse olika avsnitt en rad kända gästskådespelare däribland Claes Ljungmark, Bertil Norström och Git Gay med flera.

## Handling
Tre män är inlagda på ett sjukhus. De tre männen – Patrik Larsson, Rutger Ahlenius och Bert Hersby – delar sal på avdelningen för obestämda mag- och tarmåkommor, och tas om hand av Doktor Söderberg och Syster Nader.

## Rollista

### Patienter
- Bert Hersby - Björn Gustafson
- Rutger Ahlenius - Ulf Brunnberg (säsong 1) / Johan Rabaeus (säsong 2)
- Patrik Larsson - Jan Mybrand

### Personal
- Doktor Barbro Söderberg - Anita Wall
- Syster Nader Massoud - Lasse Lindroth
- Syster Pia - Michaela de la Cour (säsong 1)

## Avsnittsguide

### Säsong 1

#### Avsnitt 1.1:En säng med utsikt
Två män: Bert Hersby och Rutger Ahlenius ligger inne på avdelningen för obestämda mag- och tarmåkommor. Dit kommer en dag morsgrisen Patrik Larsson för misstänkt blindtarmsinflammation. Det blir genast bråk om vem som ska få ligga i fönstersängen...

#### Avsnitt 1.2:Dagen D
Det är dags för morsgrisen Patrik Larsson att lägga sig på operationsbordet vilket får Hersby att genast börja skrämma honom.

#### Avsnitt 1.3:Ryktet går
Av misstag får en av patienterna höra från dr. Söderberg att "någon" är allvarligt sjuk vilket tolkas som att denne "någon" är Rutger Ahlenius. Vad de inte vet är att dr. Söderberg har pratat om sin hund och inte om någon patient.

#### Avsnitt 1.4:På bröd och vatten
Hersby, Patrik och Ahlenius är missnöjda med sjukhusets mat och bestämmer sig för att hungerstrejka under ledning av matutköraren Möller. Men ingen verkar vilja våga klaga hos kökschefen.
Gästskådespelare: Bertil Norström och Laila Westersund

#### Avsnitt 1.5:Livet leker
En ny sjuksköterska har börjat på avdelningen, vilket väcker herrarnas intresse. Framförallt väcks intresset hos Patrik som genast börjar småflirta med henne.

#### Avsnitt 1.6:Kosmos kallar
Ahlenius och Patrik spelar poker ihop och turen står på Patriks sida och när Ahlenius i slutändan är skyldig 50.000 kr börjar han bli desperat och satsar kvitt eller dubbelt.

#### Avsnitt 1.7:Osynlige mannen
Ahlenius gömmer sig för en viss Nicos sedan han har umgåtts med Nicos fästmö.
Gästskådespelare: Claes Ljungmark och Inga-Lill Andersson

#### Avsnitt 1.8:Hans sista vilja
En äldre herre, Österman, har flyttat in på salen vilket herrarna Ahlenius och Patrik starkt ogillar. Men de ändrar sig ganska snabbt sedan det blivit känt att han är stormrik.
Gästskådespelare: Olof Thunberg

#### Avsnitt 1.9:Vem är Carita Cane
Carita Cane, en känd skådespelerska, ligger inne på avdelningen, vilket får herrarna Ahlenius, Hersby och Patrik att genast börja uppvakta henne.
Gästskådespelare: Git Gay

#### Avsnitt 1.10:Besökarna
Det är besökstid på avdelningen och morsgrisen Patrik Larsson får besök av sin omtänksamma mamma som är väldigt mån om att han inte träffar några flickor.
Gästskådespelare: Gun Jönsson, Lis Nilheim och Marta Oldenburg

#### Avsnitt 1.11:Finns det någon läkare i salongen
Ahlenius ska skrivas ut och säger adjö till Patrik och Hersby och hälsar att det första han ska göra när han kommer utanför sjukhuset är att gå in på närmsta krog. Hersby börjar ganska snart sakna Ahlenius och bestämmer sig för att klä ut sig som läkare och besöka krogen för att ha lite roligt. När gästerna ser att det är en läkare som är på besök blir han genast översvämmad av folk som har diverse åkommor. Och vänlig som han är så undersöker han dem och hänvisar med omedelbar verkan till akutmottagningen. En av gästerna på krogen är Ahlenius!
Gästskådespleare: Carina Lidbom, Björn Granath, Göran Forsmark m.fl.

#### Avsnitt 1.12:Julpyssel
Prästen kommer på besök för att dela ut högsta vinsten i kyrkolotteriet till Ahlenius men Hersby är inte så förtjust i prästens närvaro.
Gästskådespelare: Ulf Eklund

### Säsong 2

#### Avsnitt 2.1:Blodsbröder
Ahlenius behöver någon som donerar blod åt honom, och när han inser att den enda tillgängliga blodgivaren är Hersby blir han inte lugnare. Men han blir lugnare när det visar sig att det egentligen är Hersby som behöver en blodtransfusion.

#### Avsnitt 2.2:En dag i ett liv
Ett reportageteam befinner sig på Sjukans avdelning. Nader och dr. Söderberg står i centrum. När nyheten når fram till patienterna försöker de genast göra allt för att både synas och höras i bild.

#### Avsnitt 2.3:Höjdaren
En välkänd politiker från Riksdagen blir inlagd på samma avdelning som Patrik, Hersby och Ahlenius. Hersby får starka tillsägelser från dr. Söderberg att han ska vakta sin tunga. Politikern som blir inlagd är nämligen Moderat.
Gästskådespelare: Fredrik Ohlsson

#### Avsnitt 2.4:Ett opassande beteende
Nader blir uppvaktad av en nyinlagd kvinnlig patient. Han har tidigare under en fest med patienten utgett sig för att vara doktor, fast han i själva verket är sjuksköterska. När nyheten når fram till dr. Söderberg och de andra patienterna försöker de göra allt för att hjälpa honom.
Gästskådespelare: Anna-Lena Hemström

#### Avsnitt 2.5:Det sitter häruppe
Hersby studerar till psykolog vilket inte uppskattas av de andra patienterna. Hersby iakttar nämligen de andra och ger de diagnoser på löpande band. 

#### Avsnitt 2.6:Kul att komma fram
Hersby och de andra patienterna försöker göra allt för att deras åsikter ska fram. De får tag i sjukans radio och hoppas att deras nattliga service ska bli bättre.
Gästskådespelare: Mathias Henrikson.

#### Avsnitt 2.7:Pappa Nisse
Patrik vägrar tro Hersby när han säger att Patriks pappa ligger i rummet bredvid. Det visar sig att Hersby missuppfattatt det hela. Pappan som är inlagd är nämligen far till Ahlenius.

#### Avsnitt 2.8:I lust och nöd
Patrik börjar bli orolig och hans tvekande är enormt inför bröllopet. Han ska nämligen gifta sig. Patrik försöker be de andra patienterna, till och med dr. Söderberg om hjälp.
Gästskådespelare: Cecilia Ljung, Thomas Roos.

#### Avsnitt 2.9:Olyckan
En bilolycka sker utanför sjukshuset. Under avsnittets lopp inser man att samtliga patienter, dr. Söderberg och Nader är inblandade mer än vad man tror. 
Gästskådespelare: Roland Jansson, Tomas Norström.

#### Avsnitt 2.10:Som ett brev på posten
Ahlenius är ensam och avundsjuk på Patrik och Hersby som dagligen får brev från sina närmsta. Hersby får medlidande för Ahlenius och skriver därför ett brev till en av Sveriges främsta kärleksexperter. I samma veva svarar Ahlenius på en kontaktannons och dr. Söderberg pratar med sjukhusets kurator. Det blir ett förväxlingsdrama.

#### Avsnitt 2.11:Kära dagbok
Det visar sig att Patrik har skrivit dagbok varje dag sedan han blev inlagd. Det uppskattas inte helt när Hersby, Ahlenius, dr. Söderbeg och Nader inser att de inte är särskilt omtyckta hos Patrik.
Gästskådespelare: Regina Lund.

#### Avsnitt 2.12:Återföreningen
Patrik, Hersby och Ahlenius blir utskrivna. Då firar de med att återförenas samma kväll på stans finaste restaurang. Samtidigt vänsterprasslar dr. Söderberg och Nader har tagit med sig sin dejt - till samma restaurang.
Gästskådespelare: Stig Engström, Tova Magnusson-Norling, Thomas Segerström.